# Leonid Nazarenko
Leonid Vasil'evič Nazarenko (in russo Леонид Васильевич Назаренко?; Gul'keviči, 21 marzo 1955) è un allenatore di calcio ed ex calciatore sovietico, dal 1991 russo, di ruolo attaccante.

## Statistiche

### Cronologia presenze e reti in nazionale
| Cronologia completa delle presenze e delle reti in nazionale ― Unione Sovietica | Cronologia completa delle presenze e delle reti in nazionale ― Unione Sovietica | Cronologia completa delle presenze e delle reti in nazionale ― Unione Sovietica | Cronologia completa delle presenze e delle reti in nazionale ― Unione Sovietica | Cronologia completa delle presenze e delle reti in nazionale ― Unione Sovietica | Cronologia completa delle presenze e delle reti in nazionale ― Unione Sovietica | Cronologia completa delle presenze e delle reti in nazionale ― Unione Sovietica | Cronologia completa delle presenze e delle reti in nazionale ― Unione Sovietica |
| Data                                                                            | Città                                                                           | In casa                                                                         | Risultato                                                                       | Ospiti                                                                          | Competizione                                                                    | Reti                                                                            | Note                                                                            |
| ------------------------------------------------------------------------------- | ------------------------------------------------------------------------------- | ------------------------------------------------------------------------------- | ------------------------------------------------------------------------------- | ------------------------------------------------------------------------------- | ------------------------------------------------------------------------------- | ------------------------------------------------------------------------------- | ------------------------------------------------------------------------------- |
| 10-3-1976                                                                       | Košice                                                                          | Cecoslovacchia                                                                  | 2 – 2                                                                           | Unione Sovietica                                                                | Amichevole                                                                      | -                                                                               | 46’                                                                             |
| 20-3-1976                                                                       | Kiev                                                                            | Unione Sovietica                                                                | 0 – 1                                                                           | Argentina                                                                       | Amichevole                                                                      | -                                                                               | 46’                                                                             |
| 24-3-1976                                                                       | Sofia                                                                           | Bulgaria                                                                        | 0 – 3                                                                           | Unione Sovietica                                                                | Amichevole                                                                      | -                                                                               | 78’                                                                             |
| 24-4-1976                                                                       | Bratislava                                                                      | Cecoslovacchia                                                                  | 2 – 0                                                                           | Unione Sovietica                                                                | Qual. Euro 1976                                                                 | -                                                                               | 68’                                                                             |
| 26-5-1976                                                                       | Budapest                                                                        | Ungheria                                                                        | 1 – 1                                                                           | Unione Sovietica                                                                | Amichevole                                                                      | 1                                                                               |                                                                                 |
| 23-6-1976                                                                       | Vienna                                                                          | Austria                                                                         | 1 – 2                                                                           | Unione Sovietica                                                                | Amichevole                                                                      | -                                                                               | 75’                                                                             |
| 25-7-1976                                                                       | Sherbrooke                                                                      | Iran                                                                            | 1 – 2                                                                           | Unione Sovietica                                                                | Olimpiadi 1976                                                                  | -                                                                               | 63’                                                                             |
| 29-7-1976                                                                       | Montréal                                                                        | Brasile                                                                         | 0 – 2                                                                           | Unione Sovietica                                                                | Olimpiadi 1976                                                                  | 1                                                                               | 40’                                                                             |
| Totale                                                                          |                                                                                 | Presenze                                                                        | 8                                                                               |                                                                                 | Reti                                                                            | 2                                                                               |                                                                                 |